# Dorotîșce, Kovel
Dorotîșce (în ucraineană Доротище) este localitatea de reședință a comunei Dorotîșce din raionul Kovel, regiunea Volînia, Ucraina.

## Demografie
Componența lingvistică a localității Dorotîșce
     Ucraineană (99,15%)
     Alte limbi (0,85%)
Conform recensământului din 2001, majoritatea populației localității Dorotîșce era vorbitoare de ucraineană (99,15%), existând în minoritate și vorbitori de alte limbi.